# Бернард Гілл
Бернард Гілл (англ. Bernard Hill; 17 грудня 1944, Манчестер, Велика Британія — 5 травня 2024) — британський актор кіно, театру і телебачення. Найбільш відомий за ролі капітана Едварда Джона Сміта у фільмі «Титанік» (1997), короля Теодена в кінотрилогії «Володар Перснів», а також за роль ректора Сан-квентінської в'язниці у фільмі Клінта Іствуда «Справжній злочин» (1999).

## Вибрана фільмографія
- 1982: Boys from the Black Stuff (телесеріал)
- 1982: Ганді — сержант Путнам
- 1984: Баунті — Коул
- 1988: Відлік потопельників (Drowning by Numbers)
- 1990: Місячні гори (Mountains of the Moon)
- 1996: Примара і темрява (The Ghost and the Darkness)
- 1997: Титанік — капітан Едвард Джон Сміт
- 1999: Справжній злочин (True Crime)
- 1999: Сон в літню ніч (A Midsummer Night's Dream)
- 2002: Цар скорпіонів (The Scorpion King)
- 2002: Володар перснів: Дві вежі — король Теоден
- 2003: Готика — Філ Парсонс
- 2003: Володар перснів: Повернення короля — король Теоден
- 2004: Уімблдон (Wimbledon) — Едвард Колт
- 2006: Joy Division — Деніс
- 2008: Франклін — Петер Ессер